# محمد بن شلاح المطيري
محمد بن شلاح المطيري (1933 - 2005)،  شاعر ومذيع سعودي، ويعد من أشهر مذيعي برامج البادية في الخليج العربي.

## حياته
ولد في المهد بمنطقة المدينة المنورة عام 1352 هـ وهو أخو الشيخ شلاّح بن عويض بن شلاّح والشيخ صقر بن شلاّح والشيخ شالح بن شلاح والشاعر شليويح بن شلاح، عمل عسكرياً بالقوات الجوية بقاعدة الأمير عبد الله بجدة حتى وصل إلى رتبة مقدم وأحيل للتقاعد بطلب منه حتى يتفرغ لتقديم برنامج (من البادية)، خدم في مجال الإعلام منذ عام 1377 هـ حتى 1426 هـ، وله من الأبناء نمر، عقاب، تركي ، ماجد ويوسف، وله خمس بنات ومتزوج من ثلاث زوجات.

## محاوراته
للشاعر محمد بن شلاح محاورات كثيرة مع نخبة الشعر وفطاحلته ومن أهمها هي محاورته مع سعود البحر عند الملك 
فيصل.
سعود البحر
سـلام من خاطرٍ مني تدقه هجوس :
رديةٍ من ضـمير سعود غنابها
لا واللّه الا غطستو فالبحور الغطوس :
ترى المعاني تدوّر عند طـلابها
محمد بن شلاح
يا مرحبا يالمغني عد نقد الفلوس :
يا مرحبا بالمثايل والذي جابها
ترى البحر له سواعي من وراك وعسوس :
حاجتك يا سعود حنا ما درينا بها
سعود البحر
لا يالبديوي موصخ محرقتك الشموس :
وش ولعك بالحكومة تتعب أركابها
تبي تقوس البحر مانته بعارف تقوس :
واللي يعد النجوم يضيّع حسابها
محمد بن شلاح
لو الشجاعة تجي من لبس زين اللبوس
يمد العذارى تهوش وتفتل اشنابها
اللّه يعز الحكومة ركبتك الجموس
وانته من أول بضاعه عند جلابها